# ドワイト・フッカー
ドワイト・フッカー（Dwight Hooker、1928年6月22日 - 2015年1月3日）は、アメリカ合衆国の写真家、建築家である。雑誌『プレイボーイ』所属の写真家として知られ、写真家のヘルムート・ニュートン
やJ・フレデリック・スミスと並んで「官能とエロティック」の巨匠の一人と評されている。「レナ」として知られる、画像処理アルゴリズムの標準的なテスト画像として使用される画像は、フッカーが撮影したレナ・ソーダバーグの写真が元となっている。

## キャリア
フッカーは、『プレイボーイ』誌の1972年11月号のセンターフォールドのためにレナ・ソーダバーグの写真を撮影した。この写真の肩から上を切り抜いた画像は「レナ」と呼ばれ、画像処理アルゴリズムの標準的なテスト画像となっている。レナの写真が掲載されたこの号は、7,161,561部が売れたベストセラーとなった。
フッカーは、「プレイボーイを読むのはどんな男か?」(What sort of a man reads Playboy?)という宣伝キャンペーンを発案し、それに使う写真を提供した。これは、広告キャンペーンにおける社会人口統計学的セグメンテーションの一例となった。このキャンペーンでは、お金を持っていて、お金を使うことを嫌がらず、喜びを義務としている、若くて教養のある都会的な男性が取り上げられた。裸の男女の写真を使ったこのキャンペーンは、連邦最高裁判所で、「不快」ではあるが「猥褻ではない」という判決が下された。
フッカーが『プレイボーイ』で撮影した人物の中で特筆すべきものの中には、双子の姉妹のマドレーヌ・コリンソンとメアリー・コリンソン（同誌の初の双子のプレイメイト。1970年10月号の表紙とセンターフォールドを担当）、マリリン・コール（同誌で初めて真正面を向いたヌード写真であり、イギリス人初のプレイメイト・オブ・ザ・イヤーを獲得）、ジェーン・マリー・マンスフィールド（プレイメイトのジェーン・マンスフィールドの娘で、同誌初の母娘でのヌード写真の掲載）、キャンディ・ラビング（25周年記念プレイメイト）、モニカ・ティドウェル（初の同誌創刊後生まれのプレイメイト）、ナンシー・キャメロン（20周年記念プレイメイトで、裏表両面のセンターフォールドを持つ唯一のプレイメイト）、マリリン・ラング（1974年5月号のプレイメイト・オブ・ザ・マンスと1975年6月号のプレイメイト・オブ・ザ・イヤーの両方に登場）、ジル・デ・フリース（初のサイン入りのセンターフォールド）がいる。また、プレイメイトでありプレイボーイ・バニーでもあるバービ・ベントン（ヒュー・ヘフナーのガールフレンドだった女優・歌手）や、エミー賞・ゴールデングローブ賞を受賞した俳優のアラン・アルダも撮影している。
フッカーは、スティーブン・ウェイダなどの他の『プレイボーイ』所属の写真家の指導も行った。また、モデルのマーシー・ルーニーを起用した、『プレイボーイ』誌初のペーパーバック版"Playboy's Book of Forbidden Words"（1974年）の表紙を撮影した。キャリアの中で、センターフォールドのためにフッカーが撮影した写真のうち、出版者のヒュー・ヘフナーは約500枚を却下しており、これは同誌の写真家の中では最多である。

## 私生活
フッカーは『プレイボーイ』の写真家を引退した後、ユタ州サンダンスで建築家として働いた。サンダンス映画祭の常連だった。
フッカーは2015年1月3日、ミシガン州で86歳で亡くなった。